# Phenacorhamdia boliviana
Phenacorhamdia boliviana är en fiskart som först beskrevs av Pearson 1924.  Phenacorhamdia boliviana ingår i släktet Phenacorhamdia och familjen Heptapteridae. Inga underarter finns listade i Catalogue of Life.